# Junjō
Junjō (純情 lit. Corazón puro?), también conocida como Junjō: Pure Heart, es una película japonesa dirigida por Satoshi Kaneda y estrenada el 4 de septiembre de 2010. Se basa en el manga homónimo de Hyōta Fujiyama y es protagonizada por Rakuto Tochihara y Yūta Takahashi.

## Argumento
Keisuke Tozaki (Rakuto Tochihara) es un joven escritor independiente que inesperadamente se reencuentra con un viejo compañero de secundaria, Shōsei Kurata (Yūta Takahashi), quien también fue su primer gran amor. La pasión pronto surge entre ambos y comienzan una relación que se verá afectada por numerosos altibajos, principalemte debido a los celos de Kurata hacia el senpai de Tozaki, Kazuomi Miyata (Mitsuyoshi Shinoda). Kurata no solo descubre que Miyata es el jefe de Tozaki, sino también su exnovio y sospecha que aún podría estar enamorado de este. En una ocasión y, cegado por los celos, Kurata intenta violar a Tozaki, quien se resiste. La resistencia de Tozaki provoca que un arrepentido Kurata caiga en razón de lo que intentaba hacer y huya del lugar.
Unos días después, Miyata se pone en contacto con Kurata y trata de hacerle entender que entre Tozaki y él ya no había nada, y su relación era puramente laboral. Unas noches más tarde Kurata regresa al departamento de Tozaki por invitación suya, donde ambos hacen las paces nuevamente. Con el fin de poder dedicarse a Tozaki los fines de semana, Kurata comienza a trabajar más duro y termina enfermándose, pero logra recuperarse rápidamente gracias a los cuidados de Tozaki.
Algún tiempo después, Tozaki recibe una tarea importante de su superior: escribir un artículo sobre la proyección de una nueva película. Para dicho propósito asiste al estreno del filme al cine, donde por casualidad se encuentra con Miyata. Kurata, quien también había ido a ver dicha película (inicialmente pretendía ir con Tozaki, pero este ya tenía planes y no sabía que Kurata también tenía boletos para la proyección), los ve juntos y cree que Tozaki le estaba engañando con Miyata. Esa misma noche, ambos tienen una fuerte discusión que culmina con Tozaki sufriendo una crisis emocional y rompiendo en llanto, solo para huir y deambular por las calles de la ciudad. Miyata se encuentra con un afligido Tozaki y después de tratar de convencerlo para que abandonase a Kurata, trata de besarlo. Sin embargo, Tozaki rechaza sus avances afirmando que solo amaba a Kurata. Unos días más tarde, es publicado un anuncio publicitario que Tozaki ha hecho y que muestra el océano, junto con algunos versos que expresan el deseo de volver a tener a la persona que ama. Kurata, conmovido por las palabras de Tozaki, le contacta y le cita en la playa. Allí los dos muchachos se reconcilian y vuelven a estar juntos.

## Reparto
- Rakuto Tochihara como Keisuke Tozaki
- Yūta Takahashi como Shōsei Kurata
- Mitsuyoshi Shinoda como Kazuomi Miyata
- Miki Isa como Tōko Mochizuki
- Maki Watanabe como Tomoko Yuzawa